# Opernfestspiele Heidenheim
Die Opernfestspiele Heidenheim werden seit 1977 in Heidenheim an der Brenz veranstaltet. Die Veranstaltungen finden in der unüberdachten Ruine des Rittersaals von Schloss Hellenstein (bzw. im Congress Centrum Heidenheim bei kühler Witterung) und im Konzerthaus Heidenheim statt.

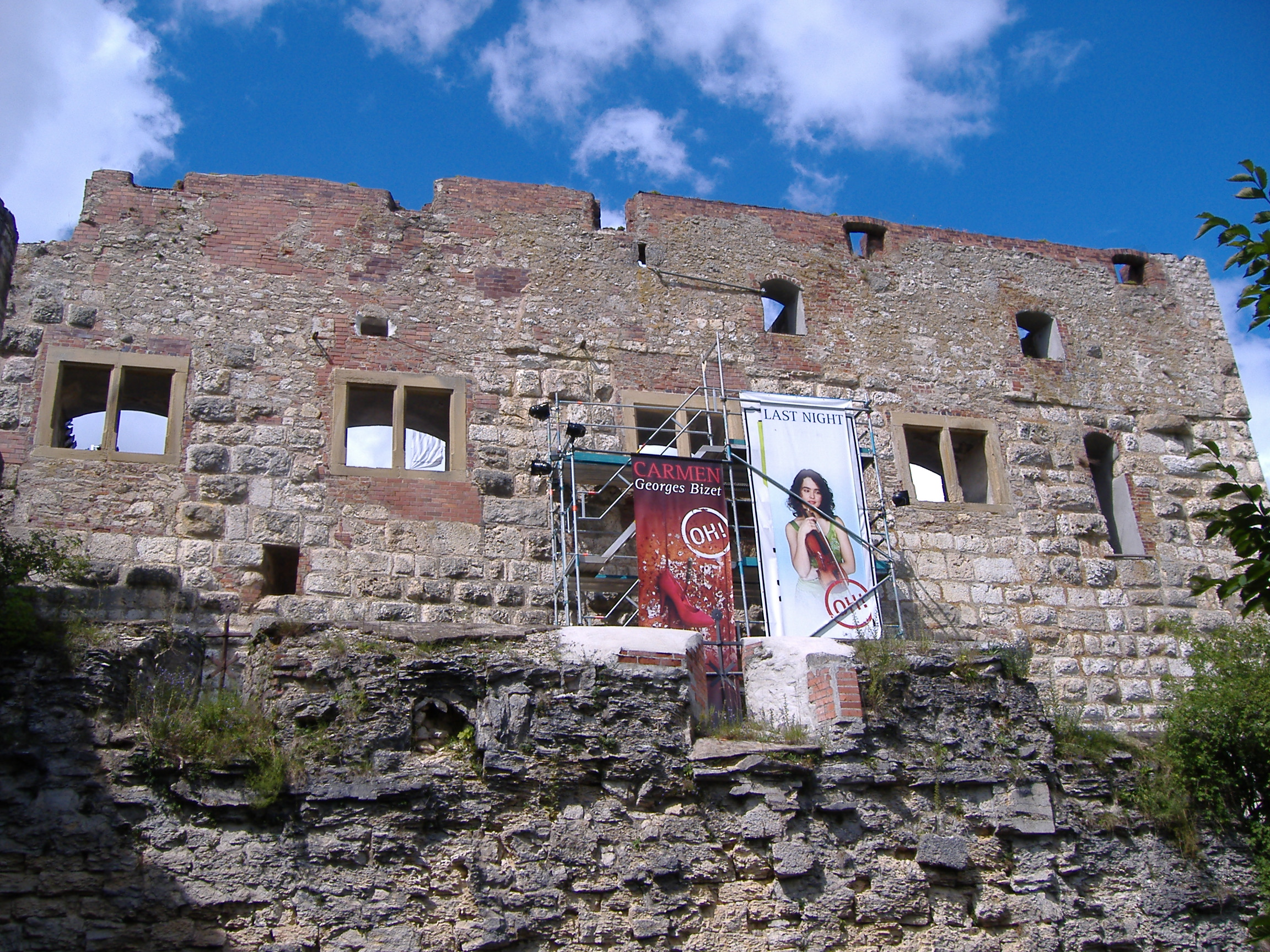
Burgruine „Schloss Hellenstein“ in Heidenheim. Hier: Rittersaal südliche Außenansicht

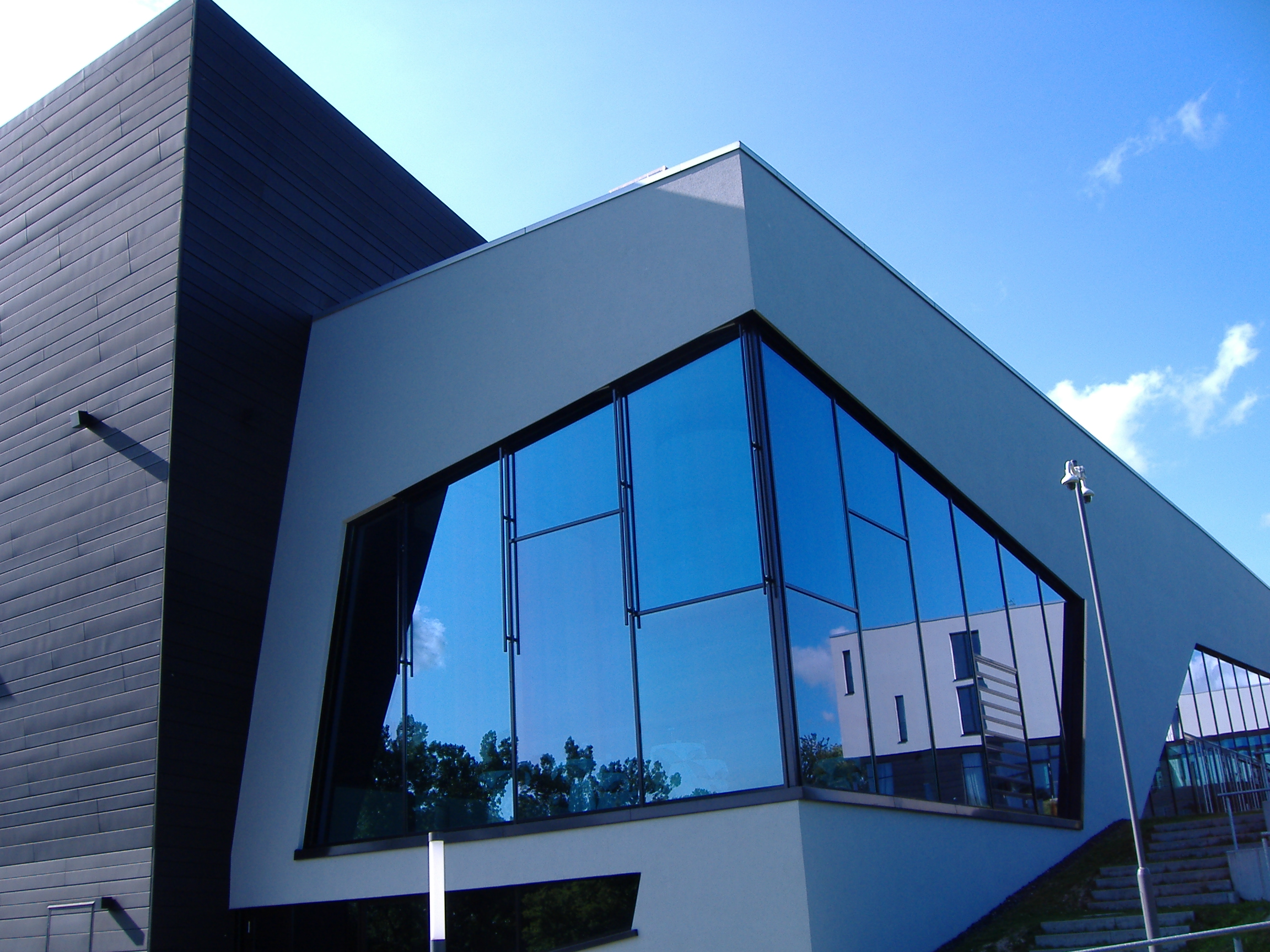
Ausweichstandort Congress Centrum

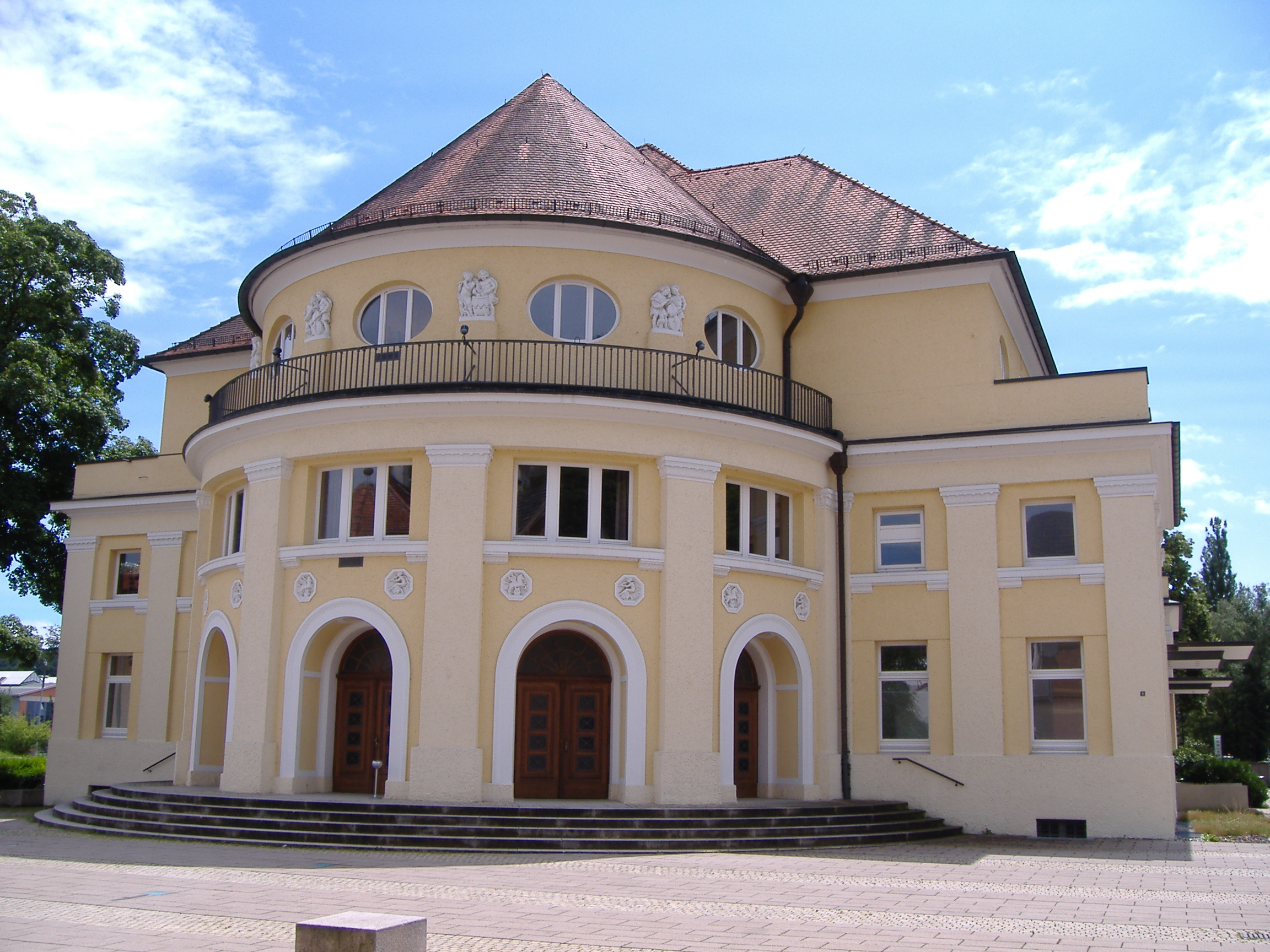
Konzerthaus Heidenheim

## Geschichte
Bereits im Mittelalter sollen im Hof von Schloss Hellenstein Minnesänger musiziert haben. Im Jahre 1964 besann man sich dieser Sangestradition. Der damalige Musikdirektor Helmut Weigel organisierte auf privater Basis erste Schloss-Serenaden. Diese wurden im sogenannten Rittersaal der offenen Burgruine aufgeführt. Bereits fünf Jahre später wurde das Repertoire durch kleinere Spielopern (von Pergolesi, Haydn und Mozart) erweitert.

## Neuzeit
Mitte der 1970er Jahre übernahm die Stadt Heidenheim die Trägerschaft der Schloss-Serenaden. 1977 stand erstmals eine größere Operninszenierung auf dem Programm: Die Entführung aus dem Serail. Von 1985 bis 2009 war Marco-Maria Canonica der künstlerische Leiter der Opernfestspiele Heidenheim. Genannter legte den Schwerpunkt ganz auf die Oper. Als Kulisse dient das malerische Gemäuer der Rittersaal-Ruine. Seit 1988 trägt das Musikereignis offiziell den Namen Opernfestspiele Heidenheim. Neben den Opernaufführungen werden während der Festspielzeit noch Gala-Abende, Open-Air-Konzerte und andere musikalische Events in der Stadt durchgeführt. Die Nachfolge von Canonica trat 2009 der in Heidenheim geborene Dirigent Marcus R. Bosch an.
Bekannte Solisten und Solistinnen traten bisher bei den Opernfestspiele Heidenheim auf, darunter: Anna Maria Kaufmann, Karl-Friedrich Dürr, Clemens Unterreiner, Matias Tosi-Socolov, Amanda Mace, Marcela de Loa, Kateřina Sokolová-Rauer, Wendy Waller, Emilio Ruggerio, Angela Rudolf, Lee Kwang-keun, Melba Ramos, Brigitte Wohlfarth. Renommierte Regisseure zeichneten für die Operninszenierungen verantwortlich wie beispielsweise Nicolas Trees, Bruno Berger-Gorski, Gilles Gubelmann, Patrick Bialdyga und Philipp Harnoncourt.
Von 1985 bis 2012 waren die Nürnberger Symphoniker das Festspielorchester der Opernfestspiele Heidenheim. Seit 2013 wird diese Funktion von den Stuttgarter Philharmonikern übernommen.
Am 27. Januar 2006, dem 250. Geburtstag Wolfgang Amadeus Mozarts, wurde die Junge Oper Heidenheim ins Leben gerufen. Ihr Ziel ist es, Jugendliche und Kinder für das Musiktheater zu begeistern, junge Opernsolisten zu fördern und allgemein die Palette der Kulturangebote für junge Menschen in der Region Heidenheim zu erweitern. Vorstellungen der Jungen Oper Heidenheim finden alljährlich in einem Zelt im Schlosspark von Heidenheim statt.
Im Jahr 2010 wurde für die Heidenheimer Opernfestspiele, als erstem Festival in Deutschland, ein Social-Media-Konzept umgesetzt. Die „Opernwerkstatt“ berichtet dafür rund um Vorkommnisse, die eher im Hintergrund und Drumherum der Opernfestspiele stattfinden.

## Operninszenierungen

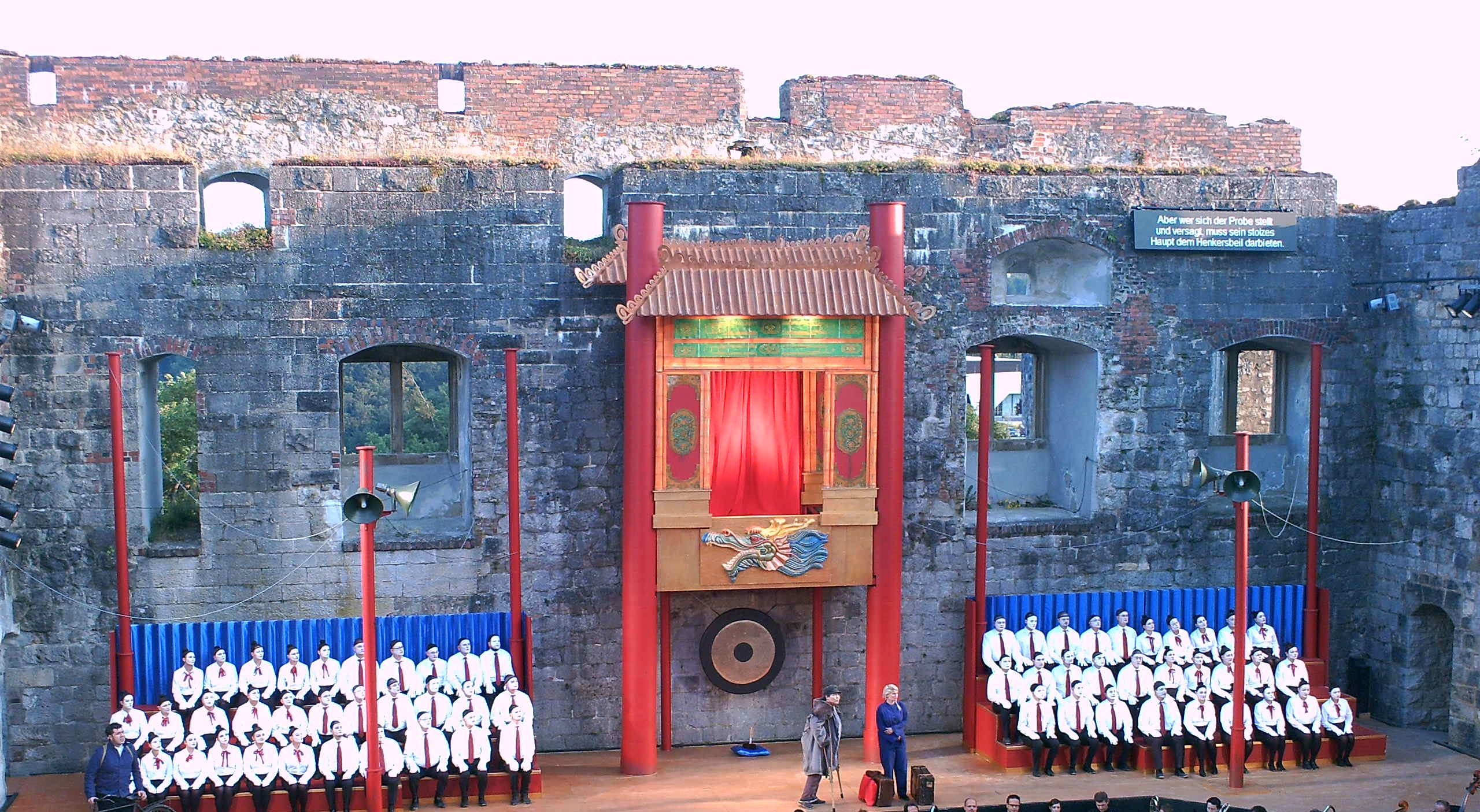
Bühnenbild zu Turandot, Opernfestspiele 2013

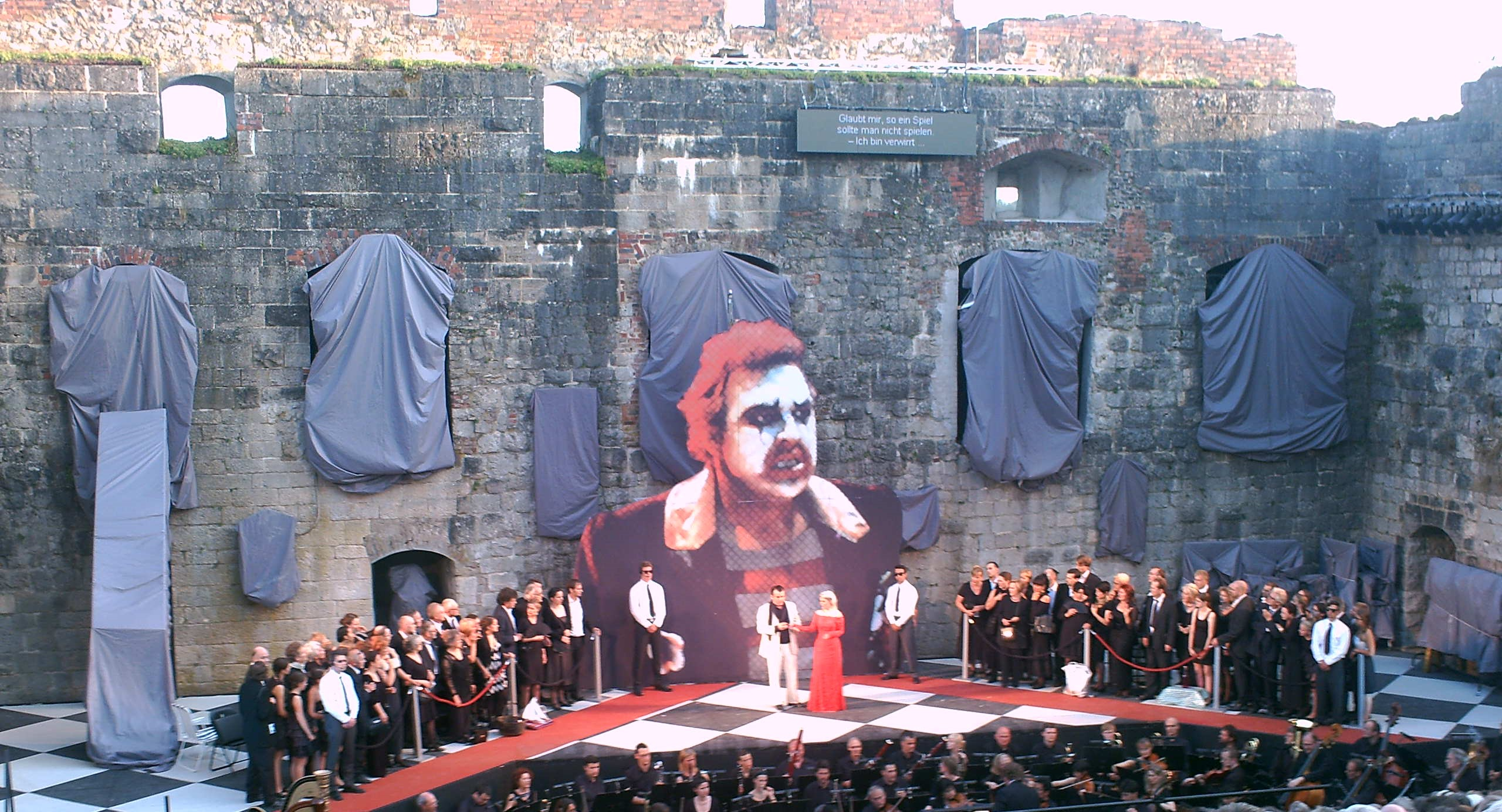
Bühnenbild zu Bajazzo, Opernfestspiele 2014

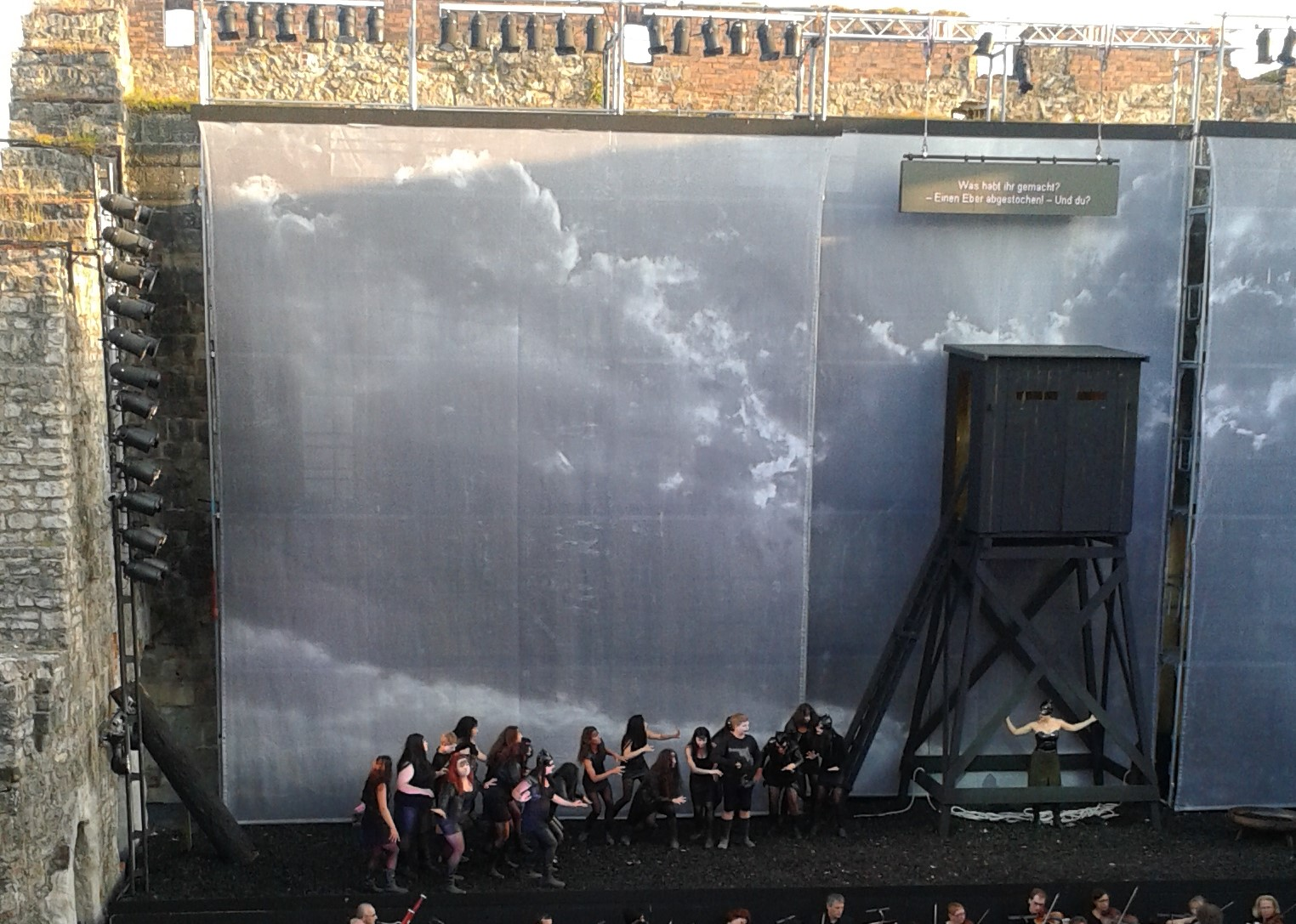
Bühnenbild zu Macbeth, Opernfestspiele 2015

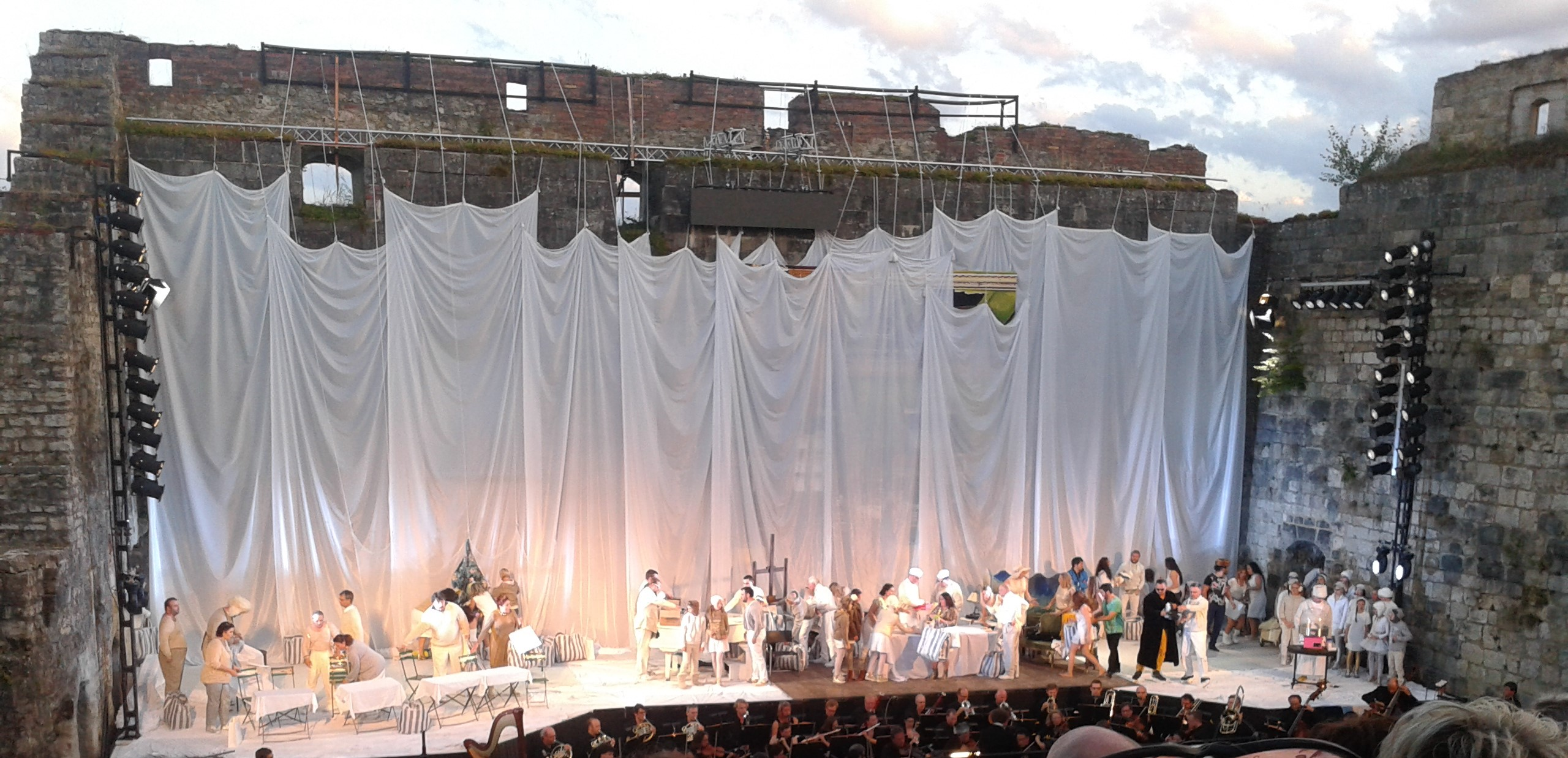
Bühnenbild zu La Bohème, Opernfestspiele 2016

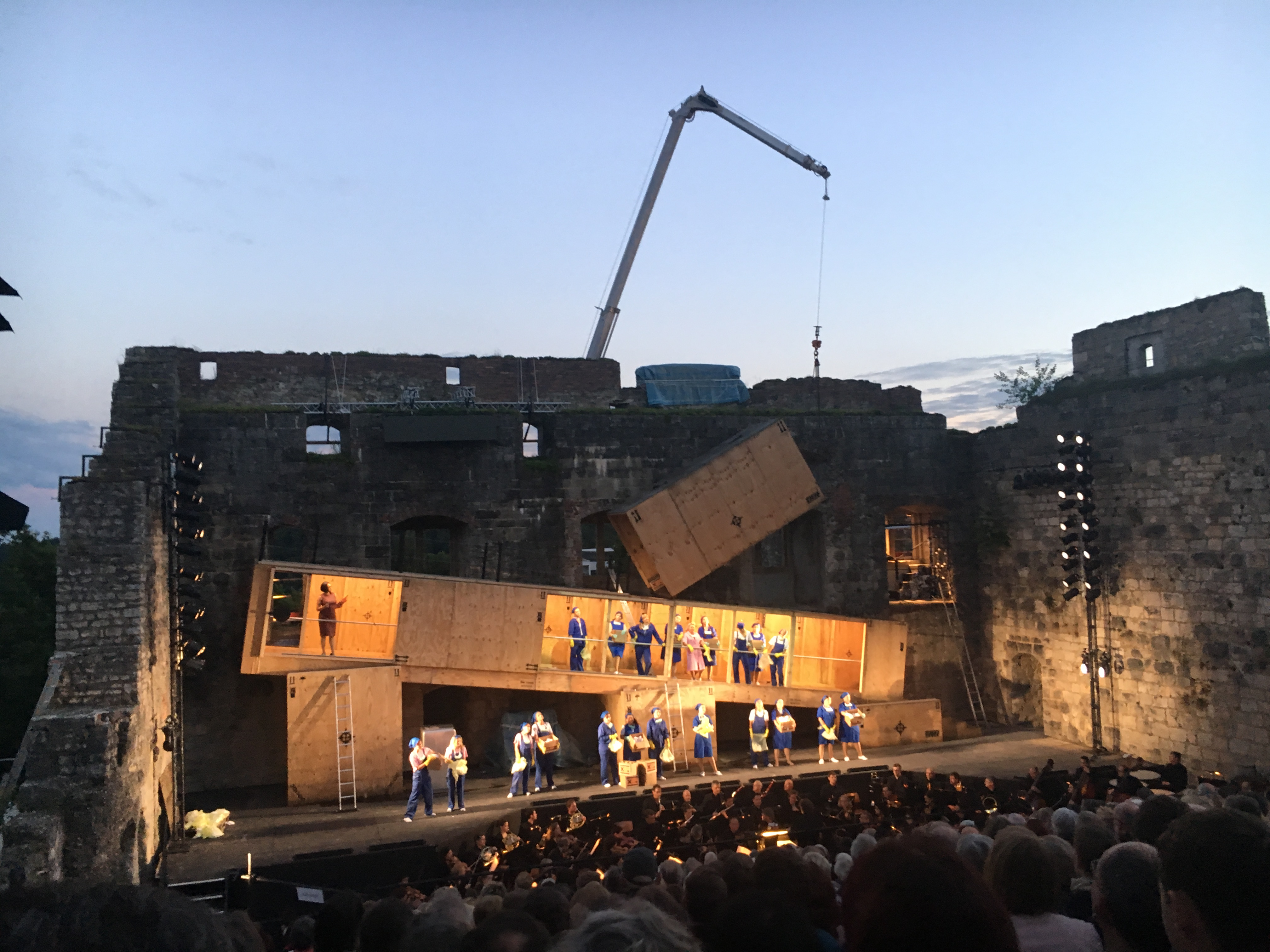
Bühnenbild zu Der fliegende Holländer, Opernfestspiele 2017. In dieser Saison wurde die Oper am letzten Tag zum ersten Mal auf der Freilichtbühne gespielt

- 1969 Bastien und Bastienne (Mozart)
- 1971 La serva padrona (Pergolesi) und Der Schauspieldirektor (Mozart)
- 1973 Der Apotheker (Haydn)
- 1975 Untreue lohnt sich nicht (Haydn)
- 1975 La serva padrona (Pergolesi)
- 1977 Die Entführung aus dem Serail (Mozart)
- 1978 Die Gärtnerin aus Liebe (Mozart)
- 1979 Don Pasquale (Donizetti)
- 1980 Idomeneo (Mozart) und Don Pasquale (Donizetti)
- 1981 Der Barbier von Sevilla (Rossini) und Die Entführung aus dem Serail (Mozart)
- 1982 Don Giovanni (Mozart)
- 1983 Die lustigen Weiber von Windsor (Nicolai) und Don Giovanni (Mozart)
- 1984 Die heimliche Ehe (Cimarosa) und Don Giovanni (Mozart)
- 1985 Der Troubadour (Giuseppe Verdi|Verdi)
- 1986 Fidelio (Beethoven) und Der Troubadour (Verdi)
- 1987 Der Liebestrank (Donizetti) und Der Troubadour (Verdi)
- 1988 Rigoletto (Verdi) und Der Troubadour (Verdi)
- 1989 Carmen (Bizet) und Fidelio (Beethoven)
- 1990 Lucia di Lammermoor (Donizetti) und Der Troubadour (Verdi)
- 1991 Die verkaufte Braut (Smetana) und Lucia di Lammermoor (Donizetti)
- 1992 Der Freischütz (Weber)
- 1993 Die Zauberflöte (Mozart)
- 1994 Tosca (Puccini) und Der Freischütz (Weber)
- 1995 Der fliegende Holländer (Wagner)
- 1996 Ein Maskenball (Verdi)
- 1997 Nabucco (Verdi)
- 1998 Otello (Verdi)
- 1999 Nabucco (Verdi)
- 2000 Aida (Verdi)
- 2001 Don Carlos (Verdi)
- 2002 Rigoletto (Verdi)
- 2003 Il trovatore (Verdi) und Rigoletto (Verdi)
- 2004 La traviata (Verdi), Rigoletto (Verdi) und Il trovatore (Verdi)
- 2005 Don Giovanni (Mozart)
- 2006 Die Zauberflöte (Mozart)
- 2007 Die Entführung aus dem Serail (Mozart)
- 2008 Der Freischütz (Weber)
- 2009 Der Vampyr (Marschner), Der Freischütz (Weber)
- 2010 Tosca (Puccini)
- 2011 Fidelio (Beethoven)
- 2012 Carmen (Bizet)
- 2013 Turandot (Puccini)
- 2014 Cavalleria rusticana (Mascagni) / Der Bajazzo (Leoncavallo)
- 2015 (Dramaturgisches Motto: „Machtspiele“) Macbeth
- 2016 (Dramaturgisches Motto: „Gefühlsrausch“) La Bohème (Puccini), Oberto (Verdi)
- 2017 (Dramaturgisches Motto: „Geheimnis“) Der fliegende Holländer (Wagner), Un giorno di regno (Verdi)
- 2018 (Dramaturgisches Motto: „Zuflucht“) Nabucco (Verdi), I Lombardi alla prima crociata (Verdi)
- 2019 (Dramaturgisches Motto: „Glück“) Pique Dame (Tschaikowski), Ernani (Verdi)
- 2020 (Dramaturgisches Motto: „Macht“) – Absage wegen COVID-19-Pandemie, stattdessen: „Klappstuhlkonzerte“ im Rittersaal mit Konzerten
- 2021 (Dramaturgisches Motto: „Ausnahmezustand“) – Absage der szenischen Produktionen wegen COVID-19-Pandemie, stattdessen „OH! KonzertSommer“ im Brenzpark
- 2022 (Dramaturgisches Motto: „Da Capo“) Tannhäuser (Wagner) / I due Foscari (Verdi)

Im Jahr 2020 und 2021 wurde die Pop-Up-Opera Nau bens hald i an vielen Schulen und öffentlichen Plätzen aufgeführt.
- 2023 Don Carlos (Verdi)
- 2024 Madame Butterfly (Puccini) und Alzira (Oper) (Verdi)